# Head arrangement
Pour les articles homonymes, voir Arrangement (homonymie).
Un Head arrangement ( « arrangement de tête » ) est un terme musical qui désigne un arrangement qui n'est pas écrit et que les musiciens retiennent de mémoire, sans l'aide de partitions.
En général, le « head arrangement » est conçu et exécuté au cours d'une séance d'enregistrement, après une brève répétition.